# Pycnoscelus confertus
Pycnoscelus confertus är en kackerlacksart som först beskrevs av Walker, F. 1869.  Pycnoscelus confertus ingår i släktet Pycnoscelus och familjen jättekackerlackor.
Artens utbredningsområde är Thailand. Inga underarter finns listade i Catalogue of Life.